# Бускате
Бускате (итал. Buscate) је насеље у Италији у округу Милано, региону Ломбардија.
Према процени из 2011. у насељу је живело 4656 становника. Насеље се налази на надморској висини од 179 м.

## Становништво
| 1931. | 1936. | 1951. | 1961. | 1971. | 1981. | 1991. | 2001. | 2011. |
| ----- | ----- | ----- | ----- | ----- | ----- | ----- | ----- | ----- |
| 2.781 | 2.765 | 3.030 | 3.341 | 3.599 | 4.180 | 4.314 | 4.228 | 4.751 |